# Meister des Altars von Beyghem

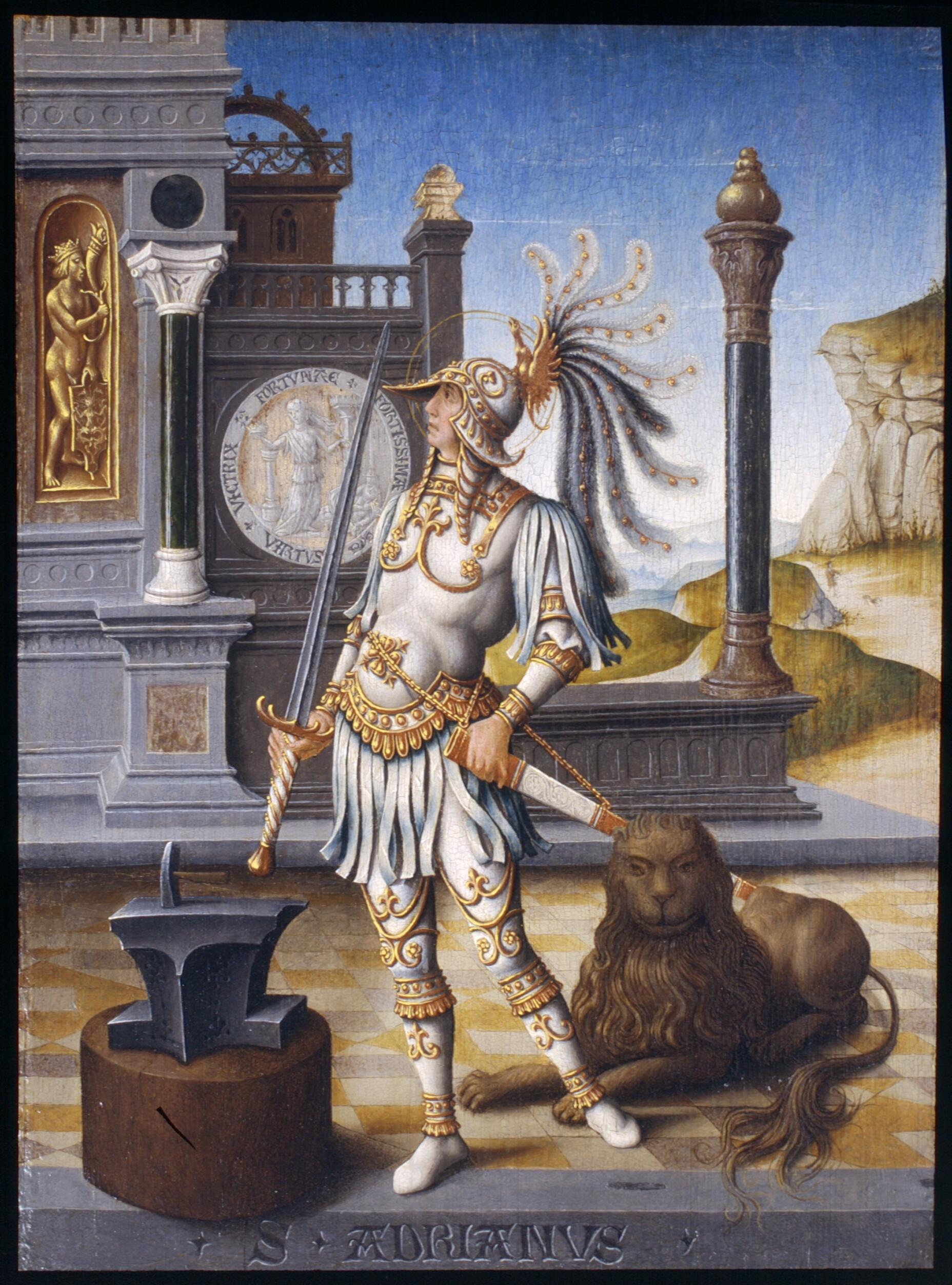
Sankt Adrianus

Als Meister des Altars von Beyghem (oder Meister von Beighem) wird ein von ca. 1520 bis ca. 1540 in den Spanischen Niederlanden in der Region Flandern tätiger Maler bezeichnet. Sein Notname geht zurück auf sein Altarbild für eine Kirche in Beighem bei Brüssel. Der Meister steht am Übergang der Spätgotik zur Renaissance.
Auf den von ihm erhaltenen Bilder sind Stifterwappen abgebildet, die auf die bedeutenden adeligen Auftraggeber des Meisters aus der Umgebung des Hofes von Karl V. und seiner Nachfolgern verweisen.
Die Werke des Meister von Beighem sind heute in der Allgemeinheit relativ unbekannt. Kunstwissenschaftler verweisen auf den besonderen Lichteffekt, den der Meister in seinen Hauptwerk Die Gefangennahme Christ erfassen konnte.

## Werke
- Die Gefangennahme Christ. Musee des Beaux-Arts, Dijon
  - Stifterwappen: Herzog Philipp von Kleve-Ravenstein, Herr zu Ravenstein, Generalstatthalter des burgundischen Reiches
- Christus vor Pilatus. Philadelphia Museum of Art, Johnson Collection Cat. 362
  - Stifterwappen: Guillaume II. de Croÿ, Ritter von Chièvres, Berater Karls V.